# Ostelsheim
Ostelsheim è un comune tedesco di 2 472 abitanti, situato nel land del Baden-Württemberg.